# Poiana Mărului
Poiana Mărului là một xã thuộc hạt Brașov, România. Dân số thời điểm năm 2002 là 5058 người.